# Ахбар Ель-Йом
Ахбар Ель-Йом (араб. أخبار اليوم, Akhbar El Yom «Новини за день») — єгипетська загальнонаціональна щотижнева суспільно-політична газета.
Періодичне видання було засноване 1944 року. Виходить щотижня по суботах. Щоденна газета цієї ж видавничої групи носить назву Ель-Ахбар («Новини»).
Власником газети є Єгипетська Шура рада (Egyptian Shoura Council), тому видання вважається напівофіційним.
Діючий головний редактор газети «Ахбар Ель-Йом» — Момтаз Аль-Кет (Momtaz Al Ket).